# Adama Tamboura
Adama Tamboura   (Bamako, 18 de maig de 1985) és un exfutbolista malià de la dècada de 2000. Fou internacional amb la selecció de futbol de Mali. Pel que fa a clubs, destacà a Djoliba AC i Helsingborgs IF.